# 日本アカデミー賞
日本アカデミー賞（にっぽんアカデミーしょう、英: Japan Academy Film Prize）は、日本の映画賞。主催は日本アカデミー賞協会で、米国の映画芸術科学アカデミーより正式な許諾を得て発足。1978年（昭和53年）4月6日から毎年3月～4月に催されている。

## 概要
アメリカのアカデミー賞と同様の運営方式を執り、「映画産業のより一層の発展と振興、さらには映画界に携わる人々の親睦の機会を作る事」を主旨とし、「映画人の創意を結集し、日本映画界にあって最高の権威と栄誉を持つ賞に育成すること」を念頭に創設された。
それまでの映画賞が、映画評論家、新聞、雑誌記者などジャーナリストによる外部の決定に対し、実際に日本の映画製作に従事する映画人が会員となり、会員の投票により、その年度の業績の優れた作品・映画人を選出し表彰する、「映画人による映画人のための賞」である。
日本アカデミー賞協会の会員数は当初800名に満たなかったとされるが、年々増加し1987年に約3,700名、1992年に約5,000名になったといわれた。その後は減少し2007年度で約4,300名、2011年度で3,991名、2019年度は3,959名である。会員の資格は、日本の映画事業に現在も含め3年以上従事していることが前提で、運営・実行委員会または賛助法人より推薦され認められた者となる。内訳は東宝、東映、松竹の邦画三大メジャーにKADOKAWAを加えた大手映画製作配給会社（日本映画製作者連盟、以下映連）4社の社員と、俳優／マネージャー、監督、映画プロデューサー、さらに映画関連企業やプロダクション関係、テレビ局、出版社などの賛助法人の社員などを含み、その中には声優事務所の青二プロダクションや映像配信サービスNetflixなども名を連ねている。2019年の会員数3,959人のうち、東宝（298人）・松竹（298人）・東映（281人）の社員が計877人で全体の22％を占める（KADOKAWA133人）。このため大手3社の作品が有利とされ、これまでも度々物議を醸したが、これが本映画賞の特徴ともいえる（詳細は後述）。製作委員会方式の多い現状により、必ずしも映画の現場に携わっていない会員も存在するとされる。
運営費の主要財源は、協会会員の年会費であるが、第1回は大赤字でその後も赤字が続いた。実際に会員の年会費で概ね賄えるようになったのは会員数が約5,000名になった第15回辺りからで、東京開催なら開催費用は1億円前後といわれるため、2019年の会員数約4,000名だと年会費2万円だけでは授賞式にかかる費用だけでも賄えないことになる。京都で初開催となったこの第15回では、京都府と京都市で計2,000万円の協力があり、京都に縁の深い東映と松竹、及び電通で京都財界に掛け合い、月桂冠、ワコール、オムロンなどから約6,000万円を集め、関連イベントとして併催した京都映画まつりと合わせ総額2億5,000万円の費用がかかった。同趣旨の映画賞に、英国アカデミー賞がある。フランスのセザール賞もアカデミー賞を参考に創設されたものだが、暖簾分けの形式は採っていない。2020年時点の運営費は、授賞式入場料が一番大きく、その他、会員の会費、賛助法人の会費、協賛企業、テレビ、ラジオの放映料から捻出されている。

### 批判と反論
日本アカデミー賞はプライムタイムに地上波のキー局で授賞式の生放送が行われる唯一の映画賞で、映画を詳しく知らないがテレビ番組を観る一般人に人気がある反面、映画ファンからは「大手映画配給会社の作品が優遇されているのではないか？」「芸術性や作家性の高い映画より、話題性や著名俳優出演作が選ばれる傾向にあり、映画賞としての価値が低い」といった批判が行われている。しかし、日本アカデミー賞協会は「会員相互の親睦」，「海外映画人との交流」，「映画界の振興」を目的として設立されており、投票権を持つ会員も日本アカデミー賞について「商業ベースを意識した万人受けする作品を選ぶ賞」との理解を示していることから、日本アカデミー賞は国内映画業界をビジネスとして「盛り上げる」ために開催されており、先鋭的な芸術性を称えた野心作や、才能ある作り手をいち早く発掘する比重はそれほど高くないとの推察がある。

## 歴史

### 開催まで
同賞が設立する前は、大映・東宝・松竹・日活・東映の京都市で製作した作品の中で、部門毎に優秀賞を贈呈する京都市民映画祭があり、全国的な賞として取り上げられていた。同映画祭は映画界の現況や諸物価の高騰の理由で、1977年限りで中止になった。
水野晴郎は自身が「日本アカデミー賞を発案した」と述べ、長野辰次は「水野が映画の素晴らしさをさらに盛り上げる祭典として日本アカデミー賞を発案し、松竹・東宝・東映のトップや日本テレビのプロデューサーへ持ち掛けて準備を進め、途中から電通が仕切ることになり、水野は会員として投票するだけの立場となった」と執筆している。
公式サイトでは今日出海が名誉会長に就任、初代会長は大谷隆三が務め、岡田茂ら関係者が映画各界の幅広い賛同・参加を得ることに奔走し創設したと掲載している。『おもいッきりDON!』は2010年4月6日放送の「きょうは何の日」で本賞を取り上げ、「映画の未来を憂い、奮い立った岡田がアメリカのアカデミー賞に並ぶ権威ある賞を日本でも創設することを考え、電通の入江雄三と共に創設を尽力した」と紹介している。岡田は「歌謡界のような大きなイベントが映画界にも必要」と考え、電通に話を持ち掛けていた。
1977年11月15日、電通からと見られる「日本アカデミー賞」創設原案が映連に到着する。1977年11月24日、映連の定例理事会において、かねてより立案であった「日本映画芸術科学アカデミー（仮称）」の設立について協議し、設立の趣旨について、満場一致で賛成があり、アメリカ映画界の一大イベントと同様の「日本アカデミー賞」を設け、日本映画界の年中最大行事として実施しようという申し合わせがあった。一億円近くかかるであろうと見られた運営費は、本来アメリカのアカデミー同様、協会会員の会費で賄わなければならなかった、準備不足で会員が何人いるのか、会費がいくらならいいのか等把握仕切れず、第1回からのアメリカ式の模倣は無理であったため、色々なスポンサーに頼ろうという結論に至り、電通が運営費を負担することになった。実施方法や時期などの具体的な問題は、準備委員長に大谷隆三、副委員長に岡田茂、映連加盟の東宝、松竹、東映、日活より製作・宣伝部門からおのおの一名づつの委員を選出し、早急に準備委員会を設立し検討を始めると決定した。1977年12月1日に準備委員会が会合を開き、1978年春に「第一回アカデミー賞」を実施する方向で問題を討議した。
1977年12月15日、映連の定例理事会において、1978年3月下旬の第1回開催を目標に諸準備を進めていると報告があり、1978年1月16日、映画関係団体、日本映画監督協会、日本シナリオ作家協会、日本映画テレビプロデューサー協会、映画テレビ技術協会、日本映画撮影監督協会、日本映画照明技術者協会、映画俳優協会、日本映画美術監督協会、独立映画協会、外国映画輸入配給協会の10団体の代表に協力要請を行った。公式サイトの「公式パンフレットで振り返る授賞式」の第一回協会概要に、日本アカデミー賞協会立ち上げ時の役員とノミネート委員の記載があり、メンバーは映連加盟4社の幹部、上記映画関係団体10社の幹部がほとんどであるため、この後、準備委員会を日本アカデミー賞協会に発展改組し、このメンバーが役員、ノミネート委員に名を連ねたものと見られる。
1978年2月8日、帝国ホテルで設立発表会見が行われ、1978年4月6日に「第一回アカデミー賞」の発表授賞式を帝国劇場で行い、その後帝国ホテルで記念晩餐会を開くと発表された。合わせて、この日、全10部門のノミネート(優秀賞)が発表され、最優秀賞の最終選考は全協会会員による記名投票で、1978年3月20日から27日までの郵送により第三者機関が集計保管し当日発表する、授賞式は日本テレビ系全国ネットで生中継され、各部門でノミネートを受けた授賞対象者は4月6日の発表授賞式に全員出席を予定、授賞式にはカーク・ダグラスがアカデミー賞協会のメッセージを持って出席し（ロック・ハドソンに変更）、映画界に携わる人々の親睦の機会を作ると、授賞式は関係者席を除き映画ファンにも有料で開放し、入場前売り券を都内の主要プレイガイドなどで発売する等、実施要項、運営方式の説明があった。この授賞式の入場券が3,000円から最高1万円の計四種類、晩餐会は一律4万円であったため、興行臭がぷんぷんするなどと批判された。
この会見で岡田茂は「何が何でもフェスティバルが欲しい。歌謡界には大きな賞があるが、映画界にはない。既存の映画賞は記者や映画評論家で決定されるが、本賞は1,200人の映画人の投票で受賞者を決め、その模様はテレビで全国生中継される」と説明していたが、これは『人間の証明』が東京映画記者会の投票で決まるブルーリボン賞など、既存の賞を獲得できなかったことによる不満からであった。マスメディアを批判した余波は、授賞式の翌日にサンケイスポーツが「アメリカのアカデミー賞をそっくりマネたお祭り」、日刊スポーツは4万円の会費の晩餐会の出席者が医師や財界人が大半で、4万円の食事メニューを詳しく紹介する記事を書き、週刊誌も好意的に書いたものは無かった。

### 初期の頃
電通と日本テレビがイニシアティブを執っているなどと批判され、また短期間での開催で一億円近い運営費の出所が不透明などと、マスメディアに叩かれ評判が悪かった。こうした事情で、なかなか賞を受け取ってもらえないケースもあり、お金もなく運営に苦労した。
創設に当たり国内最大の映画賞を作るという意図で、前述のようにアカデミー賞協会準備委員会が発足され、東映、松竹、東宝など各映画会社を始め、日本を代表する映画人に参加を呼び掛けた。しかし参加を打診された黒澤明が、週刊誌上などでそのネーミングに散々ケチを付け、「アメリカには映画芸術科学アカデミーという組織があって、そこが与える賞だから、アカデミー賞なんだ。そんな実体も無いくせに、何が日本アカデミー賞だ。電通か日本テレビ賞とでもすべきだろう」「アカデミー賞の真似事でくだらない。あんな賞には、なんの権威もない」「大手の映画会社抜きで、映画芸術科学会議をぼくたちで作って出直しをやるべき。まず実行委員会を組織して映画研究所の設立から始めるべきでしょう」と批判した。黒澤の問題提起に対し、岡田茂は「東映で黒澤に映画は撮らせない」と反発し、「黒澤は権威主義だ」などと黒澤バッシングも起こり大きな騒動になった。また黒澤以外からも運営方式、投票方式などで批判が相次ぎ、独立プロを経営していた勝新太郎や石原裕次郎も非協力であった。しかし同じ独立プロを率いる三船敏郎は「年一度のお祭りなんだから出席しなきゃいかん」と協力的だった。
各賞は日本アカデミー賞協会会員の投票により、担当部門の選考をするものだが、当初問題となったのは俳優部門の会員の意識が低いことで、ノミネート投票の有効率は全体で60％ぐらいで、俳優会員が25％であった。アメリカのように俳優のユニオンが確立していないためか、忙しくて映画を観ないのか、自分たちで映画を育てていこうという意識がなさすぎたとされている。一本でも多くの映画を観てもらおうという配慮で、会員は年会費(当初は1万5千円）を払えば、主要映画館で映画を無料で観ることができる会員証が与えられていたが、中にはポルノ映画ばかり見続けた者もいた。　

### 第1回の選考と開催
公式サイトの「公式パンフレットで振り返る授賞式」の「第一回協会概要」にノミネート委員として60人の記載があるが、第1回は作品賞他、全部で10部門で、この10部門の各々5作品（又は5人）をノミネート委員が記名投票により選んだ。この各々5作品（又は5人）が優秀賞となり、優秀賞の中から最優秀賞1作品（又は1人）を協会会員の投票で決定した。この協会会員の数字は創設前の文献に12,000人と書かれているものや、公式サイトでは1,200人と載っているが、高岩淡は「創設当時は会員は800人に満たなかった」と証言している。
第1回は日本テレビでの中継が決まったが、創設は電通と映連を中心に進められたもので、日本テレビはイニシアティブを執ってはいなかった。このため他社専属みたいなスターは日本テレビに出ることに難色を示し、ショー形式のシナリオが出来ず、第1回放送は根回しが充分でないまま放送された。岡田茂は「第9回のとき、日本テレビ以外のテレビ局からウチで放送させてくれと申し出があった」と述べている。アメリカ合衆国のアカデミー賞を模し、暖簾分けとして設立され、約4か月間で第1回開催にこぎつけた。
第1回は本場アカデミー賞を意識し、テレビ生中継もアカデミー賞のVTRが流れた翌日の放送にした。第1回授賞式ではアカデミー賞を代表してロック・ハドソンが「私たちのアカデミー賞は創設後半世紀を経た。その間技術のみならず文化、教育に大きく寄与してきたが、日本にも同じ目的の協会が出来て大変うれしい」などと祝辞を述べた。授賞式会場にはノミネートされた映画人全員が出席し、司会は岡田真澄と徳光和夫が務め、高倉健、渥美清、北大路欣也、郷ひろみ、林隆三、武田鉄矢、川谷拓三、若山富三郎ら、男性はタキシードで、岩下志麻、秋吉久美子、大竹しのぶ、倍賞千恵子、山口百恵、桃井かおりら女性は目の覚めるような着物かイブニングドレスできめた。またプレゼンターを森繁久彌、三船敏郎、山田五十鈴、京マチ子、鶴田浩二、丹波哲郎、原田美枝子、二谷英明、松坂慶子、田宮二郎、田中健、司葉子、市川右太衛門、フランキー堺、三橋達也、八千草薫、上原謙、多岐川裕美、中井貴恵が務め、アトラクションで石坂浩二、小林旭らが登場し、これほどのスターが一堂に会したのは日本映画史上初めてといわれた。ただこの年は各映画賞とも『幸福の黄色いハンカチ』が主要部門を独占したため、主たる映画賞が終わった最後の開催でまた『幸福の黄色いハンカチ』の各賞独占で盛り上がらず、映画賞と関係のない和田アキ子やクレイジーキャッツ、木の実ナナなどの派手なショープログラムが途中に挟み込まれ、そうした場に慣れてない当時の映画人は面を食らったとされている。
第1回は授賞式の進行も拙く準備不足を露呈し、「来年もやれるの？」という声がマスコミから上がり、長くは持たないという見方もあった。このため第1回の大谷隆三から協会会長が岡田茂に代わり、岡田は「電通色が強すぎたという反省をこめ、本賞の主旨に沿う組織作りからやり直した。映画界にとっての最大のイベントを作る」と抱負を述べた。第1回の赤字1,200 - 1,300万円は、電通と各映画会社で被ると発表した。また第2回から協会副会長に森繁久彌を指名した。

### 第2回以降
第2回では最優秀音楽賞を受賞した武満徹が受賞会見で黒澤同様「アメリカのマネをした名が嫌い」と批判し、さらに「撮影、録音、照明、効果、美術などの重要なパートを技術賞一つに押し込んでいる。実際の映画作りにおいて、いかに現場の人たちをないがしろにしているかの象徴」などと製作側からの無茶な仕事の発注を批判し「来年は出ない」と話した。武満の批判を受け、翌年からは技術賞を撮影賞、照明賞、美術賞、録音賞に独立させ裏方的存在だった技術部門にスポットを当てた。
第3回の冒頭挨拶で、岡田茂協会会長は「我が協会は、ようやく3歳の幼児であり、まだまだ本当の意味で自立できるところまで成長できていません。日本映画にはお祭りがなさすぎるのでこの祭典を大切にしていきたい」と述べた。また森繁協会副会長は「この催しはお祭りだと思う。固くならないで楽しい会であって欲しい。役者というものは女優は35歳ぐらいまで、男優は40歳ぐらいまでセックスの勉強をして芸の本番が発揮できるのはそれからだし」と笑いを求めたが拍手はお義理で空虚なものだった。第1回の岡田真澄、第2回の宝田明のような真面目な司会ではなく、ショー的要素を高めるという意向で、第3回からは山城新伍が司会を担当。スペシャルゲストにラクエル・ウェルチを招いた。「ハリウッドで最も衣装代が少なくてすむ女優」と評されるウェルチは、日本人にはとても出来ない胸元のVが深々とカットされたグラマラスな姿態を否応なしに見せつけ、受賞者のようにテレることのない威風堂々とした態度と晴れやかなこの表情こそ、ショーアップ最大のポイントであるとアピールをしているようだった。しかしウェルチの登場だけは熱気を帯びたが、全体には熱気に乏しく祭りの感はなかった。閉会の挨拶は三船敏郎が務めた。
この第3回では最優秀主演女優賞として桃井かおりが有力候補に挙がったが、桃井が受賞を拒否するという噂が早くから流れたため、全国中継で受賞を拒否すれば一大ニュースになると、それを期待し授賞式当日にマスメディアが大勢会場に押しかけた。この予想に反して桃井は授賞式に出席し最優秀賞を受け、「嬉しいです。以上」の一言で壇上から降りた。記者会見では「私が貰わないという噂が流れてたのよね。貰えると思っていなかったけど、来なかったら騒がれるし、それがイヤで来たわけよ」などと、賞に対するリスペクト0の発言をし、また反発を買った。第6回では同じ最優秀主演女優賞候補だった夏目雅子と田中裕子から桃井は「同席はご免よ」と同じテーブルに着くことを拒否され、松坂慶子といしだあゆみにも「桃井さんの隣はイヤ。怖いもの」などと候補者全員から同席を拒否された。この煽りで桃井は授賞式を欠席し後味が悪いものになった。
大きな騒動になったのは第4回。この年の最有力は『影武者』であったが、創設時より本賞の批判を繰り返していた黒澤明がノミネートの発表前に『影武者』を選考対象にしないよう日本アカデミー協会に申し入れてきた。次いで『影武者』に関係し賞にノミネートされていた山﨑努や大滝秀治が同調し、スタッフもそれに続いた。仲代達矢は『二百三高地』まで辞退する形をとった。黒澤は『週刊プレイボーイ』のインタビューで、「いま日本映画にとって重要なのは監督、撮影、シナリオ等の各種団体が一丸となる組織が必要だ。そんなものがないからアカデミー協会なんてバカなものが出来る。あれは金もうけでやっているのだろう」などと改めて批判した。これを受けアカデミー協会は岡田茂会長名で黒澤に質問状を発送し、質問状に「巷間、伝えられるところによると、あなたは他の出演者、スタッフに対しても自分と同じようにボイコットをするように働きかけた」と書かれた箇所があり、これに黒澤がカチンときて1981年1月12日に東宝撮影所で記者会見を開き、質問状を報道陣に見せ、「事を穏便に済まそうと思うから、事前にノミネートを辞退するという細かい配慮をしているのにこういうことをされちゃ怒らざるを得ない。強制したなんて全くの事実無根だ」などと烈火の如く怒った。これを受け同じ日に岡田茂も懇談会を開き、その場で痛烈な黒澤批判をブチ上げ「黒澤監督程の巨匠になれば、自分はひいても他の人に賞をやるべきだ。かつての巨匠、例えば田坂具隆にしても内田吐夢にしてもみんなそういう精神でスタッフ、役者を育ててきた。確かに日本アカデミー賞というのは、業界にとっては何のメリットもなく、ただお祭りをやるだけなのだが、日頃、スポットの当たらない人たちにスポットを当てて上げるのが狙いでもある。黒澤監督はカンヌ国際映画祭でグランプリも取り、世界的な名誉も与えられているんだから、日本でも同じように受けてもいいと思う。黒澤監督が辞退すれば、関係者が辞退するのは目に見えていることで、もう少し考えて欲しい」と話した。キネマ旬報は岡田を擁護し「日本アカデミー賞は次第に失われつつある映画への関心度を少しでも回復するのが狙い。黒澤監督も映画人の一人なのだから、他の人たちと一緒に、どうしたら盛り上がるかを考える立場にいるべき人」「岡田さんと黒澤さんは絶対に合わないと思う。一方は『お祭りでいい』、一方は『お祭り騒ぎだけで終始し権威がない』と言うのだから考え方が根本的に違うんで、だから黒澤監督が辞退してもお祭りは出来るんだぐらいの気持ちを持って行動した方がいい」などと評した。噂の眞相は「新年早々、黒沢明監督VS日本アカデミー賞協会の確執には、いささかうんざりさせられた。そもそも1978年に於ける日本アカデミー賞なる制度の発足そのものが、観客不在にして商魂のみによって成立しているイカガワしい"お祭り"にすぎず、かといって、今さら"権威"を持ち出す黒沢の前近代的なセンスには失笑を禁じ得ない。このあたり映画界上層部に君臨する雲上人たちの泥仕合に辟易」と批判した。田中友幸協会副会長が、岡田・黒澤会談を画策したが、前日になって黒澤側から「質問状の内容に対しての会見は出来ない、やるならその前にキチッと話し合ってから」と回答があり取り止めになり、そのまま黒澤騒動は打ち切られた。最優秀作品賞は鈴木清順監督の『ツィゴイネルワイゼン』が独立系映画として初めて受賞。　
第4回授賞式で司会を務めた山城新伍がテレビ生中継で『影武者』を全員ノミネート辞退させた黒澤を批判した。山城は実は黒澤映画のファンで、山城が親しい勝新太郎と黒澤コンビによる『影武者』への期待が膨れ上がっていたため、勝を降板させた黒澤批判に至ってしまったこと、また「黒澤批判をテレビで言うらしいぜということで僅かに視聴率が増えるということがTVを利用した日本アカデミー賞と称するものが存続していく方法。視聴率が3％、5％だったらすぐに打ち切りです。だから黒澤さんをターゲットにやった」などと発言の真意を述べた。田山力哉は「日本(世界)映画史上に限りない貢献をした先輩に対して、たかが白馬童子の白塗りチンピラ二枚目上りが、壇上からテレビ中継を通して、感情的に黒澤を悪しざまに言うなど許されるのか」と激怒した。
黒澤はそれから10年後の第14回『夢』で優秀作品賞と優秀監督賞にノミネートされ今度は受諾し、日本アカデミー賞もやっと黒澤から認知された格好になった。岡田茂は第10回開催の際にキネマ旬報のインタビューで「第9回のとき、日本テレビ以外のテレビ局からウチで放送させてくれと申し出があった。ここまで来るのに色々なことがあったけど、今の日本のメジャー会社ががっちりスクラムを組む大きな役割を果たしているんだ。だから今では各俳優さんに来てくれって言って断る人はいない。僕は途中、あんまり酷い時に『来たくない人は呼ぶな』『賞をもらいたくない人にはやるな』と言ったことがあるんだ。でもこれは何と言っても黒澤監督の"日本アカデミー賞ボイコット事件"が大きかった。あれは日本アカデミー賞を象徴的に押し上げた部分はあったし、各マスコミが取り上げてくれて、黒澤さんにも一理ある面もあったし、色んな面で良かったんじゃないかと思う」などと述べた。第4回のときに黒澤は「お祭り騒ぎのようなことをしても映画の地位は上がらない。政府を動かして国際映画祭を開くべき。映画先進国で国際映画祭がないのは日本だけ」という批判をしたが、結局この国際映画祭も間もなく岡田茂らの尽力で創設されている。
第5回では『連合艦隊』で優秀美術賞と優秀録音賞に選ばれた阿久根巌と矢野口文雄が「お祭り騒ぎの賞」と批判し、それぞれ朝倉摂と中山茂二が繰り上げ受賞した。
仲代達矢は1982年の『鬼龍院花子の生涯』で第6回優秀主演男優賞を受賞して同賞を受け取り、仲代は「僕は東映に恩義がありますから」と話し、黒澤は非常に落胆していたといわれる。
第1回から第6回まで、東映作品の授賞がほとんどなく、1984年の第7回で東映の製作配給映画がごっそり最優秀賞を独占したため、東映会員の投票用紙は東映作品が印刷されてあったなどの噂が立った。また第7回では話題賞で大島渚を犬（『南極物語』）と並ばせたと批判された。
1985年の第8回くらいから、特に女優たちからの関心が深くなり、「日本アカデミー賞を取りたい」という意欲が聞かれるようになった。第14回の発表授賞式で松岡功組織実行委員長が「日本アカデミー賞は14年目を迎え映画人がどうしても欲しいと思う権威ある賞に育った」と話した。
1988年の第11回では『マルサの女』で最優秀監督賞を受賞した伊丹十三が、受賞スピーチで「皆さん、映画は映画館の大きなスクリーンで観ましょう」と呼びかけた。これに司会の武田鉄矢や『マルサの女』で最優秀主演男優賞を獲得した山﨑努も同調した。当時は「TSUTAYA」がオープンした頃で、「映画はビデオを借りて、家で観る」というライフスタイルが生まれた頃。映画関係者は機会あるごとに、映画館に足を運ぶよう呼びかけた。
堀内實三は「岡田茂さんが第一回から約10年ほど日本アカデミー協会の会長をされた」と述べている。

## 賞の選考
賞の選出は、日本アカデミー賞協会会員の投票によって行われる。日本アカデミー賞協会は、日本国内の映画関係者によって構成される。会員は年会費2万円を払い、主要な映画館で映画を無料で観ることができる会員証（フリーパス）が与えられている。会員は2019年（令和元年）時点で3,959名である。
選考の対象となる作品は、授賞式の前々年12月中旬から前年12月中旬までの1年間に東京地区の商業映画劇場にて有料で初公開され、40分以上の新作劇場用劇映画およびアニメーション作品で、同一劇場で1日3回以上、かつ2週間以上継続し上映された作品。商業上映でない映画や配信限定の作品は選考の対象でない。かつては、授賞式の前年の1月初から12月末までの1年間に公開された映画を対象とした。しかし、アメリカ合衆国のアカデミー賞授賞式の開催日が、3月・4月頃から2月・3月頃に繰り上げられたため、日本アカデミー賞授賞式も開催時期を3月・4月頃から2月・3月頃に早め、それに伴い対象となる作品の公開期間も1か月前倒しし、前々年12月初から前年11月末までの1年間となった。2013年発表の第36回より、対象期間が12月中旬頃と少々後ろにずらされた。授与される賞は正賞が15部門あり、その他に新人俳優賞などがある。正賞の優秀賞と新人俳優賞は、投票（協会員全員）により選ばれ、そのうち正賞については優秀賞受賞の中より最優秀賞が投票（協会員全員）により選ばれる（新人俳優賞は男女各2 - 5名を選び最優秀賞は選ばない）。得票数は公表されない。日本アカデミー賞は日本国内の他の多くの映画賞とは異なり、作品賞・監督賞・脚本賞・俳優賞のみならず技術部門賞もそれぞれ設けている。2007年からは本家のアカデミー賞がアニメ部門を創設したことに倣い、独立部門としてアニメーション作品賞が新設された。

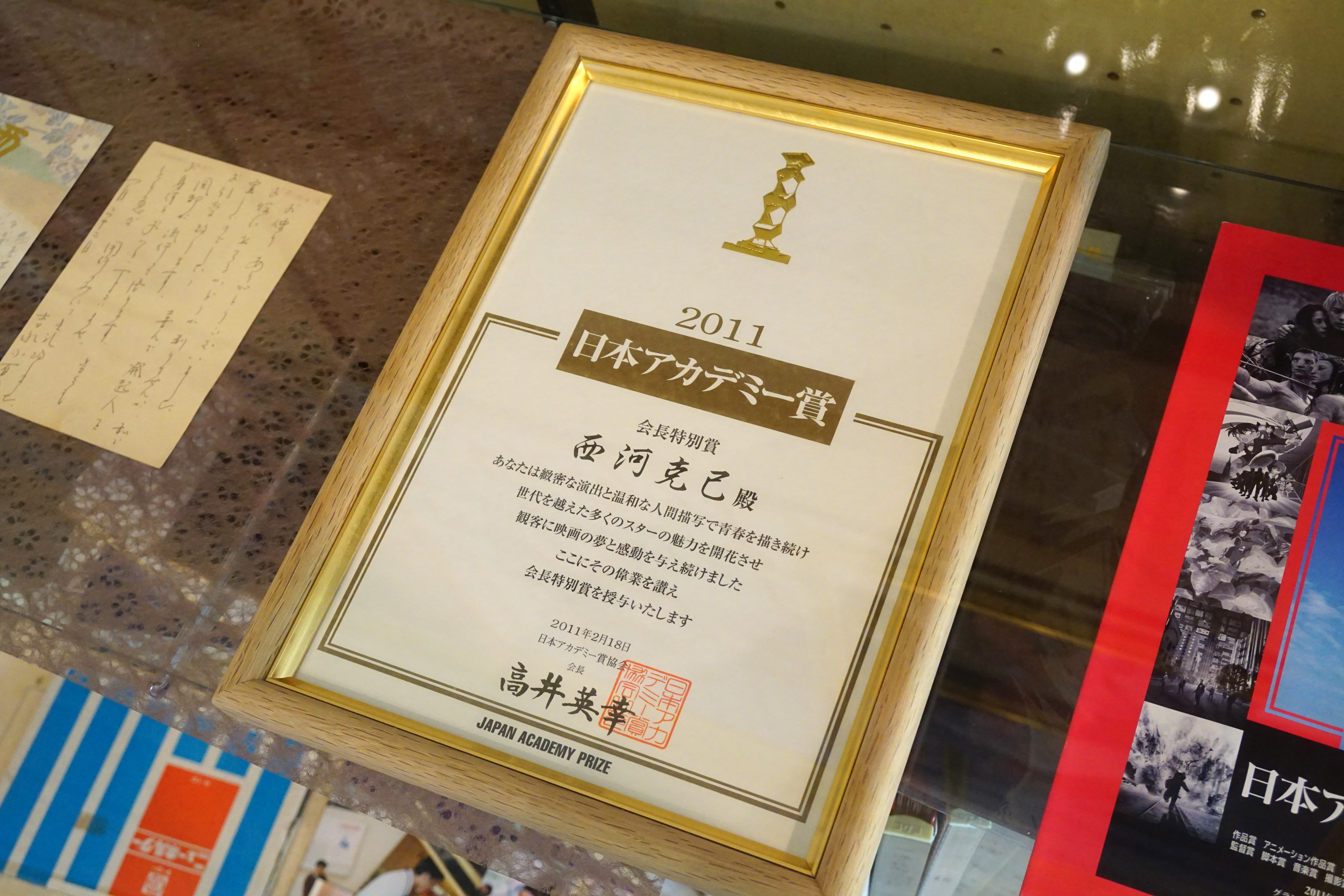
会長特別賞（西河克己、2011年）

各賞は以下の通り（2015年現在）。正賞には彫刻家流政之デザインによるブロンズ像（トロフィー）が贈られる。最優秀賞ブロンズと優秀賞ブロンズがあり流政之制作の「映画神像」が元になったデザインである。この像は有楽町マリオン9Fロビーに恒久展示され授賞式時にステージに設置される。このほか正賞およびその他の賞に対し賞状、賞金が贈られる（正賞個人賞12部門に最優秀賞30万円・優秀賞20万円、新人俳優賞・協会特別賞・岡田茂賞10万円）。
| 正賞                                                                                                  | 正賞                                                               | その他の賞 |
| --- | ------------------------------------------------------------------ | --- |
| - 作品賞 - アニメーション作品賞 - 監督賞 - 脚本賞 - 主演男優賞 - 主演女優賞 - 助演男優賞 - 助演女優賞 | - 音楽賞 - 撮影賞 - 照明賞 - 美術賞 - 録音賞 - 編集賞 - 外国作品賞 | - 新人俳優賞 - 話題賞（作品・俳優） - 協会特別賞 - 協会栄誉賞 - 会長特別賞 - 会長功労賞 - 岡田茂賞 - クリエイティブ貢献賞 |

## 賞の傾向に対する批判
日本アカデミー賞は、映画業界自身が選出する映画賞としての特別の意義を持つと同時に、スタッフ部門賞を設けている映画賞としての希少性も有している。日本国内の映画賞の中では新しく立ち上げられた映画賞だが、プライムタイムにテレビ地上波で全国生中継で放送される唯一の映画賞でもあり、前年一年間に活躍した俳優や監督がドレスアップし一堂に会する式典で、授賞式の場で初めて最優秀賞を公表するイベント性を持ち、それを支える主催者の日本アカデミー賞協会の影響力もあって、近年映画業界においてその地位を向上させつつある。しかし選出する日本アカデミー賞協会は、約25%が日本映画製作者連盟（映連）加盟会社、すなわち松竹・東宝・東映・大映（大映の解散後は角川映画）の大手4社とその系列企業社員により構成されている。そのため優秀賞を選ぶ時点で上記4社の製作あるいは配給した作品が有利になり、他の映画会社の配給作品が選ばれるチャンスが低いとされている。立ち上げ時に創立メンバーとして呼ばれたという山本晋也は、「まず大賞を五社持ち回りでと言われガッカリした」と証言している。この件について岡田裕介会長は「フリーの会員も多い。大手が占めているのは、このうち数％。だから大手でも大きな影響力は持っていない」と述べたが、数％の発言は誤りである。
所属先や年齢層が業界内の高齢者に比率が偏った約3900人のアカデミー会員が、主要な作品の全てを観賞するのは困難である。それゆえ、一定以上の興行収入を残していないことにはそもそも会員による評価の対象にすらならないと考えられる。加えて、テレビやドラマ関係者が中心となって制作するオリジナル映画やその監督や脚本家、演出家が不当に過小評価される傾向にあり、閉鎖的、且つ排他的な映画業界の中だけで忖度されている過去の実績だけが大きく、認知度の高い監督やその作品、俳優、部門スタッフらに優秀賞ノミネートや受賞結果が偏重しており、ここ近年においては大衆的な支持を集めると同時に内容上も高評価を残した作品やその部門スタッフが最終的な最優秀賞を獲得する傾向も確認できるが、現在においてもまず優秀賞ノミネートの段階から、インターネット上に多数存在する映画レビューサイトなどに公平な評価基準によって反映されている映画ファンやライター、批評家の採点による評価の高い作品やレビュー数の多い批評性の高い作品、もしくは狭い業界内の評価だけではない優秀な興行成績を振るった作品や海外の大きな映画祭で公平に評価された作品のどれらにも該当しない作品やその部門スタッフを優秀賞として最優秀賞にノミネートするなど、違和感の大きい選考がされていることが多い。
本家である米国アカデミー賞との主な違いとして、「オリジナル脚本賞」と「脚色賞（既存の原作を使った脚本）」、「長編アニメ賞」と「短編アニメ賞」のような細かい部門の区分けがされていない。また、ドキュメンタリー映画は賞の対象外となっている。
女優の樹木希林は日本アカデミー賞における自らの受賞スピーチの際に「日本アカデミー賞、日本の映画賞が早く本当に権威のある賞になってほしい」と暗に閉鎖的、且つ排他的な日本の映画業界そのものや日本アカデミー賞に対して皮肉を込めたコメントを出している。
黒澤明監督は第4回（1981年（昭和56年））、『影武者』での受賞を「権威のない賞は認められない」として辞退し、同作品の出演俳優や部門スタッフもその意向を尊重して全員ノミネートを辞退した。

## 授賞式

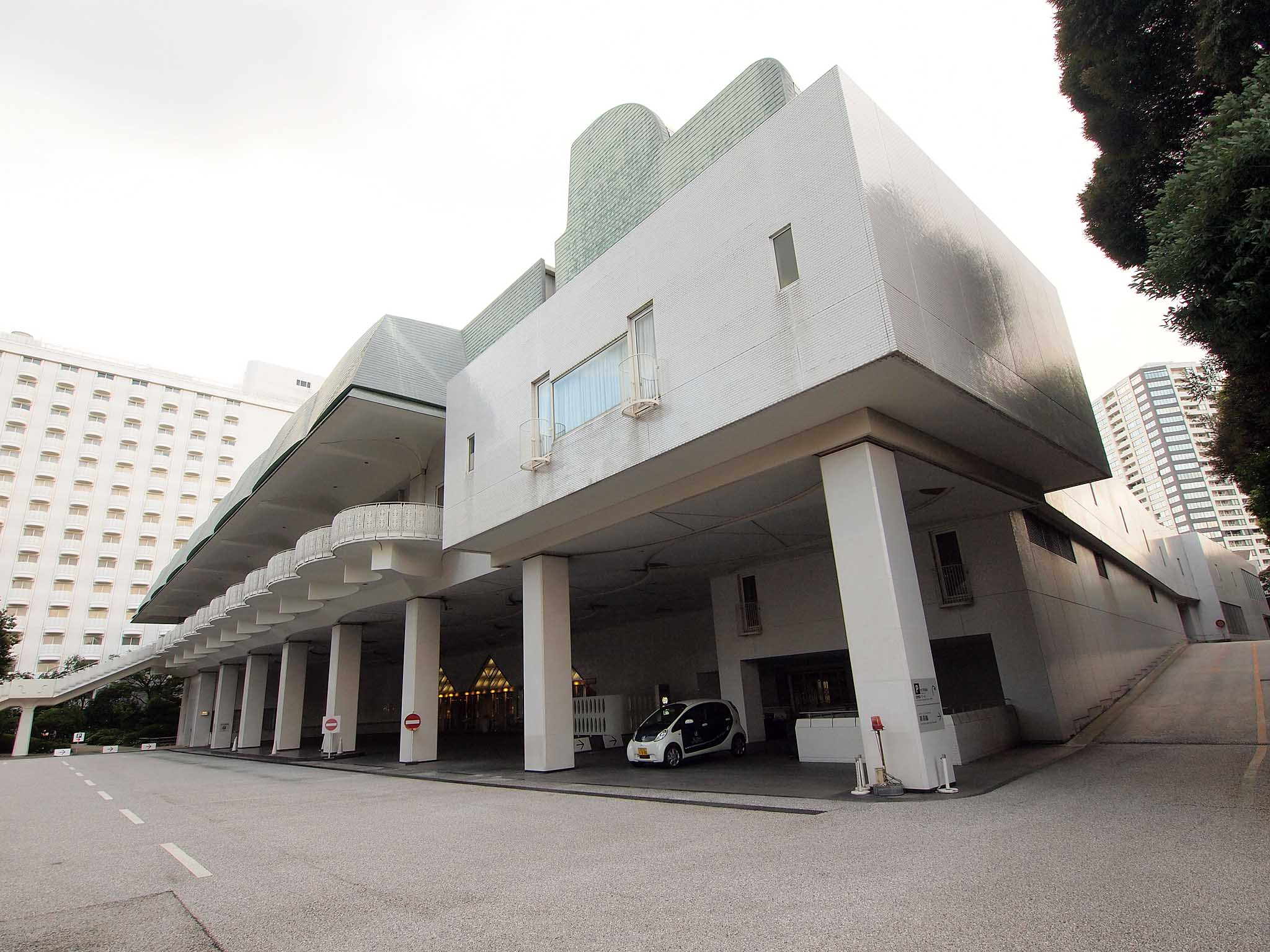
会場となるグランドプリンスホテル新高輪・国際館パミール（宴会場棟）

会場は1998年以降、東京都港区高輪のグランドプリンスホテル新高輪国際館パミールが恒例となっている。
この授賞式の入場チケットは一般客にも販売され、2014年時点では、授賞式後の映画にちなんだメニューのフランス料理コースディナーを含め4万円の料金であったが、2022年の第45回ではディナーが実施されない替わりに、会場ホテルのチケット（系列ホテルで使用できる商品券）が渡される形になった。2024年の第47回では、S席5万円、A席4万5千円の料金に改定され、限定グッズ（オリジナルトートバッグ）とムビチケ「映画GIFT」4千円分が付く形になった。またこの年はチケット収入の一部が、同年発生した令和6年能登半島地震に対する義援金として活用された。
観客にはセミフォーマルでの来場が求められ、小学生以下は入場不可となっている。

### 歴代司会者
男性司会者は関口宏が1998年（平成10年）から2009年（平成21年）まで長く務めていた。女性司会者は1999年（平成11年）以降、前年の最優秀主演女優賞受賞者が務めている。
| 回数 | 授賞式開催日              | 会場                                              | 司会者              | 司会者           |
| 回数 | 授賞式開催日              | 会場                                              | 男性                | 女性             |
| ---- | ------------------------- | ------------------------------------------------- | ------------------- | ---------------- |
| 1    | 1978年（昭和53年）4月06日 | 帝国劇場・帝国ホテル                              | 岡田真澄 土居まさる | -                |
| 2    | 1979年（昭和54年）4月07日 | 京王プラザホテル                                  | 宝田明 平田昭彦     | -                |
| 3    | 1980年（昭和55年）3月29日 | 京王プラザホテル                                  | 山城新伍            | -                |
| 4    | 1981年（昭和56年）2月12日 | 東京プリンスホテル                                | 山城新伍            | -                |
| 5    | 1982年（昭和57年）2月18日 | 東京プリンスホテル                                | 山城新伍            | -                |
| 6    | 1983年（昭和58年）2月17日 | 東京プリンスホテル                                | 山城新伍            | 石田えり         |
| 7    | 1984年（昭和59年）2月16日 | 東京プリンスホテル                                | フランキー堺        | 沢田亜矢子       |
| 8    | 1985年（昭和60年）2月21日 | 東京プリンスホテル                                | 武田鉄矢            | 高倉美貴         |
| 9    | 1986年（昭和61年）2月20日 | 東京プリンスホテル                                | 武田鉄矢            | 檀ふみ           |
| 10   | 1987年（昭和62年）2月19日 | 東京プリンスホテル                                | 武田鉄矢            | 名取裕子         |
| 11   | 1988年（昭和63年）2月18日 | 東京プリンスホテル                                | 武田鉄矢            | 斉藤由貴         |
| 12   | 1989年（平成元年）3月17日 | 東京プリンスホテル                                | 武田鉄矢            | かたせ梨乃       |
| 13   | 1990年（平成02年）2月23日 | 東京プリンスホテル                                | 西田敏行            | 島田陽子         |
| 14   | 1991年（平成03年）3月22日 | 東京プリンスホテル                                | 高島忠夫            | 古手川祐子       |
| 15   | 1992年（平成04年）3月20日 | 国立京都国際会館                                  | 高島忠夫            | 田中好子         |
| 16   | 1993年（平成05年）3月19日 | 新高輪プリンスホテル                              | 高島忠夫            | 松坂慶子         |
| 17   | 1994年（平成06年）3月17日 | 新高輪プリンスホテル                              | 高島忠夫            | 南野陽子         |
| 18   | 1995年（平成07年）3月18日 | 国立京都国際会館                                  | 高島忠夫            | 三田佳子         |
| 19   | 1996年（平成08年）3月23日 | 国立横浜国際会議場                                | 西田敏行            | かたせ梨乃       |
| 20   | 1997年（平成09年）3月29日 | 東京国際フォーラム                                | 西田敏行            | いしだあゆみ     |
| 21   | 1998年（平成10年）3月06日 | 新高輪プリンスホテル グランドプリンスホテル新高輪 | 関口宏              | 浅野ゆう子       |
| 22   | 1999年（平成11年）3月12日 | 新高輪プリンスホテル グランドプリンスホテル新高輪 | 関口宏              | 黒木瞳           |
| 23   | 2000年（平成12年）3月10日 | 新高輪プリンスホテル グランドプリンスホテル新高輪 | 関口宏              | 原田美枝子       |
| 24   | 2001年（平成13年）3月09日 | 新高輪プリンスホテル グランドプリンスホテル新高輪 | 関口宏              | 大竹しのぶ       |
| 25   | 2002年（平成14年）3月08日 | 新高輪プリンスホテル グランドプリンスホテル新高輪 | 関口宏              | 吉永小百合       |
| 26   | 2003年（平成15年）3月07日 | 新高輪プリンスホテル グランドプリンスホテル新高輪 | 関口宏              | 岸惠子           |
| 27   | 2004年（平成16年）2月20日 | 新高輪プリンスホテル グランドプリンスホテル新高輪 | 関口宏              | 宮沢りえ         |
| 28   | 2005年（平成17年）2月18日 | 新高輪プリンスホテル グランドプリンスホテル新高輪 | 関口宏              | 寺島しのぶ       |
| 29   | 2006年（平成18年）3月03日 | 新高輪プリンスホテル グランドプリンスホテル新高輪 | 関口宏              | 鈴木京香         |
| 30   | 2007年（平成19年）2月16日 | 新高輪プリンスホテル グランドプリンスホテル新高輪 | 関口宏              | 吉永小百合       |
| 31   | 2008年（平成20年）2月15日 | 新高輪プリンスホテル グランドプリンスホテル新高輪 | 関口宏              | 中谷美紀         |
| 32   | 2009年（平成21年）2月20日 | 新高輪プリンスホテル グランドプリンスホテル新高輪 | 関口宏              | 樹木希林         |
| 33   | 2010年（平成22年）3月05日 | 新高輪プリンスホテル グランドプリンスホテル新高輪 | 関根勤              | 木村多江         |
| 34   | 2011年（平成23年）2月18日 | 新高輪プリンスホテル グランドプリンスホテル新高輪 | 関根勤              | 松たか子         |
| 35   | 2012年（平成24年）3月02日 | 新高輪プリンスホテル グランドプリンスホテル新高輪 | 関根勤              | 深津絵里         |
| 36   | 2013年（平成25年）3月08日 | 新高輪プリンスホテル グランドプリンスホテル新高輪 | 関根勤              | 井上真央         |
| 37   | 2014年（平成26年）3月07日 | 新高輪プリンスホテル グランドプリンスホテル新高輪 | 西田敏行            | 樹木希林         |
| 38   | 2015年（平成27年）2月27日 | 新高輪プリンスホテル グランドプリンスホテル新高輪 | 西田敏行            | 真木よう子       |
| 39   | 2016年（平成28年）3月04日 | 新高輪プリンスホテル グランドプリンスホテル新高輪 | 西田敏行            | 宮沢りえ         |
| 40   | 2017年（平成29年）3月03日 | 新高輪プリンスホテル グランドプリンスホテル新高輪 | 西田敏行            | 安藤サクラ       |
| 41   | 2018年（平成30年）3月02日 | 新高輪プリンスホテル グランドプリンスホテル新高輪 | 西田敏行            | 宮沢りえ         |
| 42   | 2019年（平成31年）3月01日 | 新高輪プリンスホテル グランドプリンスホテル新高輪 | 西田敏行            | 蒼井優           |
| 43   | 2020年（令和02年）3月06日 | 新高輪プリンスホテル グランドプリンスホテル新高輪 | 羽鳥慎一            | 安藤サクラ       |
| 44   | 2021年（令和03年）3月19日 | 新高輪プリンスホテル グランドプリンスホテル新高輪 | 羽鳥慎一            | シム・ウンギョン |
| 45   | 2022年（令和04年）3月11日 | 新高輪プリンスホテル グランドプリンスホテル新高輪 | 羽鳥慎一            | 長澤まさみ       |
| 46   | 2023年（令和05年）3月10日 | 新高輪プリンスホテル グランドプリンスホテル新高輪 | 羽鳥慎一            | 有村架純         |
| 47   | 2024年（令和06年）3月08日 | 新高輪プリンスホテル グランドプリンスホテル新高輪 | 羽鳥慎一            | 岸井ゆきの       |

### アシスタント
ステージ上でエスコート役などを務める授賞式のアシスタントは、主に日テレイベンツに所属する日テレイベコン（日本テレビイベントコンパニオン）が担当している。

## 放送
日本アカデミー賞は、放映権を有する日本テレビが第1回（1978年（昭和53年））から一貫してその模様を中継している。当初は地上波で生中継していたが、その後、録画と生放送の組み合わせによる放送となっている。第3回（1980年（昭和55年））の「オールナイトニッポン話題賞」の設立後は、『オールナイトニッポン』（ニッポン放送）が特別番組を組んで授賞式の模様を深夜に録音で中継している（第34回から第40回と第42回は『オールナイトニッポンGOLD』枠で放送）。
日本テレビ（地上波）での放送は第1回は1978年4月6日に、『木曜スペシャル』を枠拡大した19:00-20:54の中継、第2回は1979年4月7日 19:30-20:54枠に新設された「土曜スペシャル」（『土曜トップスペシャル』の前身）での中継、第3回は1980年3月29日で同枠での放送、第4回から2月開催に繰り上がり、『木曜スペシャル』枠で放送（第8回までは90分、第9回からは120分に拡大）、第12回から3月開催で「金曜ロードショー」（21:00-22:54）特別企画として放送、第17回から6年振りに「木曜スペシャル」（ただし19:00の『追跡』を休止して19:00-20:54）枠、第18回から土曜 21:30-23:24（『土曜グランド劇場』と『THE夜もヒッパレ』の両枠を借り切っての放送。第20回は21:20-23:24）となるなど曲折を経て、第21回以降はミニ番組（21:00-21:03）後の「金曜ロードショー→金曜ロードSHOW!→金曜ロードショー」（21:03-22:54）枠を借り切っての放送に落ち着いている（この時期は『金曜ロードショー』扱いはされない）。

## 歴代受賞作品
主要部門関連の最多受賞者は、主演・助演両方で役所広司と安藤サクラがそれぞれ5回、樹木希林、佐藤浩市、山﨑努がそれぞれ4回。主演賞のみで高倉健、吉永小百合と役所広司でそれぞれ4回。助演賞のみで竹中直人、余貴美子、黒木華の3回。また、原田美枝子、渡辺謙、長澤まさみ、本木雅弘、妻夫木聡も主演、助演両方合わせそれぞれ3回。主演・助演両方を同時受賞したのは大竹しのぶ、真木よう子、岡田准一、安藤サクラの4名。
監督賞の最多受賞者は3回で山田洋次、深作欣二、今村昌平、是枝裕和の4名。
| 回 | 年                            | 部門 | 受賞作・受賞者 | 特記事項 |
| -- | ----------------------------- | --- | --- | --- |
| 1  | 1978年 （昭和53年）           | 最優秀作品賞 最優秀監督賞 最優秀脚本賞 最優秀主演男優賞 最優秀主演女優賞 最優秀助演男優賞 最優秀助演女優賞                            | 『幸福の黄色いハンカチ』（山田洋次） 山田洋次 - 『幸福の黄色いハンカチ』、 『男はつらいよ』シリーズ 山田洋次・朝間義隆 - 『男はつらいよ』シリーズ、 『幸福の黄色いハンカチ』 高倉健 - 『幸福の黄色いハンカチ』、『八甲田山』 岩下志麻 - 『はなれ瞽女おりん』 武田鉄矢 - 『幸福の黄色いハンカチ』 桃井かおり - 『幸福の黄色いハンカチ』                                                                                 | |
| 2  | 1979年 （昭和54年）           | 最優秀作品賞 最優秀監督賞 最優秀脚本賞 最優秀主演男優賞 最優秀主演女優賞 最優秀助演男優賞 最優秀助演女優賞                            | 『事件』（野村芳太郎） 野村芳太郎 - 『事件』、『鬼畜』 新藤兼人 - 『事件』 緒形拳 - 『鬼畜』 大竹しのぶ - 『事件』 渡瀬恒彦 - 『事件』 大竹しのぶ - 『事件』、『聖職の碑』 | 第1回で高額だと一部で批判も出た4万円のパーティー入場券を8000円に大幅値下げした。しかし以降は再び4万円に戻した。また、大竹しのぶが史上初の演技部門2部門同時制覇を達成(同一作品では唯一)。 |
| 3  | 1980年 （昭和55年）           | 最優秀作品賞 最優秀監督賞 最優秀脚本賞 最優秀主演男優賞 最優秀主演女優賞 最優秀助演男優賞 最優秀助演女優賞                            | 『復讐するは我にあり』（今村昌平） 今村昌平 - 『復讐するは我にあり』 馬場当 - 『復讐するは我にあり』 若山富三郎 - 『衝動殺人 息子よ』 桃井かおり - 『神様のくれた赤ん坊』、 『もう頬づえはつかない』 菅原文太 - 『太陽を盗んだ男』 小川眞由美 - 『配達されない三通の手紙』、 『復讐するは我にあり』 | |
| 4  | 1981年 （昭和56年）           | 最優秀作品賞 最優秀監督賞 最優秀脚本賞 最優秀主演男優賞 最優秀主演女優賞 最優秀助演男優賞 最優秀助演女優賞                            | 『ツィゴイネルワイゼン』（鈴木清順） 鈴木清順 - 『ツィゴイネルワイゼン』 朝間義隆・山田洋次 - 『遙かなる山の呼び声』、 『男はつらいよ 寅次郎ハイビスカスの花』 高倉健 - 『動乱』、『遙かなる山の呼び声』 倍賞千恵子 - 『遙かなる山の呼び声』、 『男はつらいよ 寅次郎ハイビスカスの花』 丹波哲郎 - 『二百三高地』 大楠道代 - 『ツィゴイネルワイゼン』                                                                   | 黒澤明が『影武者』での優秀賞受賞を辞退（下記参照）。最優秀作品賞は製作・配給が独立系の『ツィゴイネルワイゼン』が受賞した。 |
| 5  | 1982年 （昭和57年）           | 最優秀作品賞 最優秀監督賞 最優秀脚本賞 最優秀主演男優賞 最優秀主演女優賞 最優秀助演男優賞 最優秀助演女優賞                            | 『駅 STATION』（降旗康男） 小栗康平 - 『泥の河』 倉本聰 - 『駅 STATION』 高倉健 - 『駅 STATION』 松坂慶子 - 『青春の門』、 『男はつらいよ 浪花の恋の寅次郎』 中村嘉葎雄 - 『陽炎座』、『ラブレター』、 『仕掛人梅安』、『ブリキの勲章』 田中裕子 - 『北斎漫画』、『ええじゃないか』 | |
| 6  | 1983年 （昭和58年）           | 最優秀作品賞 最優秀監督賞 最優秀脚本賞 最優秀主演男優賞 最優秀主演女優賞 最優秀助演男優賞 最優秀助演女優賞                            | 『蒲田行進曲』（深作欣二） 深作欣二 - 『蒲田行進曲』、『道頓堀川』 つかこうへい - 『蒲田行進曲』 平田満 - 『蒲田行進曲』 松坂慶子 - 『蒲田行進曲』、『道頓堀川』 風間杜夫 - 『蒲田行進曲』 小柳ルミ子 - 『誘拐報道』 | |
| 7  | 1984年 （昭和59年）           | 最優秀作品賞 最優秀監督賞 最優秀脚本賞 最優秀主演男優賞 最優秀主演女優賞 最優秀助演男優賞 最優秀助演女優賞                            | 『楢山節考』（今村昌平） 五社英雄 - 『陽暉楼』 高田宏治 - 『陽暉楼』 緒形拳 - 『楢山節考』、『陽暉楼』、『魚影の群れ』 小柳ルミ子 - 『白蛇抄』 風間杜夫 - 『陽暉楼』、『人生劇場』 浅野温子 - 『陽暉楼』、『汚れた英雄』 | 個人賞6部門のうち5部門（監督、脚本、主演男優、助演男優、助演女優）で最優秀賞を独占した『陽暉楼』が、なぜか作品部門では優秀賞にもノミネートされないという現象が発生。選考経過が公表されていないため、原因は不明である。 |
| 8  | 1985年 （昭和60年）           | 最優秀作品賞 最優秀監督賞 最優秀脚本賞 最優秀主演男優賞 最優秀主演女優賞 最優秀助演男優賞 最優秀助演女優賞                            | 『お葬式』（伊丹十三） 伊丹十三 - 『お葬式』 伊丹十三 - 『お葬式』 山﨑努 - 『お葬式』、『さらば箱舟』 吉永小百合 - 『おはん』、『天国の駅』 高品格 - 『麻雀放浪記』 菅井きん - 『お葬式』、『必殺! THE HISSATSU』 | 独立系製作の『お葬式』（配給：ATG 日本アート・シアター・ギルド）が最優秀作品賞受賞。 |
| 9  | 1986年 （昭和61年）           | 最優秀作品賞 最優秀監督賞 最優秀脚本賞 最優秀主演男優賞 最優秀主演女優賞 最優秀助演男優賞 最優秀助演女優賞                            | 『花いちもんめ』（伊藤俊也） 澤井信一郎 - 『早春物語』、『Wの悲劇』 松田寛夫 - 『花いちもんめ』 千秋実 - 『花いちもんめ』 倍賞美津子 - 『生きているうちが花なのよ 死んだらそれまでよ党宣言』、『恋文』、 『友よ、静かに瞑れ』 小林薫 - 『恋文』、『それから』 三田佳子 - 『Wの悲劇』、『春の鐘』 | |
| 10 | 1987年 （昭和62年）           | 最優秀作品賞 最優秀監督賞 最優秀脚本賞 最優秀主演男優賞 最優秀主演女優賞 最優秀助演男優賞 最優秀助演女優賞                            | 『火宅の人』（深作欣二） 深作欣二 - 『火宅の人』 神波史男・深作欣二 - 『火宅の人』 緒形拳 - 『火宅の人』 いしだあゆみ - 『火宅の人』、『時計 Adieu l'Hiver』 植木等 - 『祝辞』、『新・喜びも悲しみも幾歳月』 原田美枝子 - 『火宅の人』、『国士無双』、 『プルシアンブルーの肖像』 | 国内外で数多くの賞を獲った『海と毒薬』が賞を独占するものと思われたが、一切ノミネートすらされず、「特別賞」という取って付けたような賞を“特別に”用意しお茶を濁した結果となり、この不透明な結果はマスコミでも多く取り上げられた。毒舌で知られる映画評論家大黒東洋士は特に激しく批判し、映画月刊誌『ロードショー』の連載『いじわる批評家エンマ帳』の丸々1ページを使って日本アカデミー賞の存在自体を激しく糾弾した。 |
| 11 | 1988年 （昭和63年）           | 最優秀作品賞 最優秀監督賞 最優秀脚本賞 最優秀主演男優賞 最優秀主演女優賞 最優秀助演男優賞 最優秀助演女優賞                            | 『マルサの女』（伊丹十三） 伊丹十三 - 『マルサの女』 伊丹十三 - 『マルサの女』 山﨑努 - 『マルサの女』 宮本信子 - 『マルサの女』 津川雅彦 - 『マルサの女』、『夜汽車』 かたせ梨乃 - 『極道の妻たちII』、『吉原炎上』 | |
| 12 | 1989年 （昭和64年 /平成元年） | 最優秀作品賞 最優秀監督賞 最優秀脚本賞 最優秀主演男優賞 最優秀主演女優賞 最優秀助演男優賞 最優秀助演女優賞                            | 『敦煌』（佐藤純彌） 佐藤純彌 - 『敦煌』 市川森一 - 『異人たちとの夏』 西田敏行 - 『敦煌』 吉永小百合 - 『つる-鶴-』、『華の乱』 片岡鶴太郎 - 『異人たちとの夏』、『妖女の時代』 石田えり - 『嵐が丘』、『ダウンタウン・ヒーローズ』、 『華の乱』 | |
| 13 | 1990年 （平成2年）            | 最優秀作品賞 最優秀監督賞 最優秀脚本賞 最優秀主演男優賞 最優秀主演女優賞 最優秀助演男優賞 最優秀助演女優賞                            | 『黒い雨』（今村昌平） 今村昌平 - 『黒い雨』 石堂淑朗・今村昌平 - 『黒い雨』 三國連太郎 - 『釣りバカ日誌』、『利休』 田中好子 - 『黒い雨』 板東英二 - 『あ・うん』 市原悦子 - 『黒い雨』 | 『その男、凶暴につき』で優秀主演男優賞にノミネートされたビートたけしが鞍馬天狗の出で立ちで登場し、話題となった。 |
| 14 | 1991年 （平成3年）            | 最優秀作品賞 最優秀監督賞 最優秀脚本賞 最優秀主演男優賞 最優秀主演女優賞 最優秀助演男優賞 最優秀助演女優賞                            | 『少年時代』（篠田正浩） 篠田正浩 - 『少年時代』 山田太一 - 『少年時代』 岸部一徳 - 『死の棘』 松坂慶子 - 『死の棘』 石橋蓮司 - 『公園通りの猫たち』、『浪人街』、 『われに撃つ用意あり』 石田えり - 『釣りバカ日誌2』、『釣りバカ日誌3』、 『飛ぶ夢をしばらく見ない』 | 第4回で『影武者』でのノミネートを辞退した黒澤明が、『夢』での作品賞・監督賞ノミネートを受諾したものの無冠に終わる。 |
| 15 | 1992年 （平成4年）            | 最優秀作品賞 最優秀監督賞 最優秀脚本賞 最優秀主演男優賞 最優秀主演女優賞 最優秀助演男優賞 最優秀助演女優賞                            | 『息子』（山田洋次） 岡本喜八 - 『大誘拐 RAINBOW KIDS』 岡本喜八 - 『大誘拐 RAINBOW KIDS』 三國連太郎 - 『釣りバカ日誌4』、『息子』 北林谷栄 - 『大誘拐 RAINBOW KIDS』 永瀬正敏 - 『息子』、『喪の仕事』 和久井映見 - 『就職戦線異状なし』、『息子』 | 小津安二郎監督や黒澤明監督作品で女優のヘアメークを数多く手がけた中尾さかいが協会特別賞を受賞。 |
| 16 | 1993年 （平成5年）            | 最優秀作品賞 最優秀監督賞 最優秀脚本賞 最優秀主演男優賞 最優秀主演女優賞 最優秀助演男優賞 最優秀助演女優賞                            | 『シコふんじゃった。』（周防正行） 周防正行 - 『シコふんじゃった。』 周防正行 - 『シコふんじゃった。』 本木雅弘 - 『シコふんじゃった。』 三田佳子 - 『遠き落日』 竹中直人 - 『シコふんじゃった。』、『死んでもいい』 藤谷美和子 - 『女殺油地獄』、『寝盗られ宗介』 | |
| 17 | 1994年 （平成6年）            | 最優秀作品賞 最優秀監督賞 最優秀脚本賞 最優秀主演男優賞 最優秀主演女優賞 最優秀助演男優賞 最優秀助演女優賞                            | 『学校』（山田洋次） 山田洋次 - 『男はつらいよ 寅次郎の縁談』、『学校』 山田洋次・朝間義隆 - 『男はつらいよ 寅次郎の縁談』、『学校』 西田敏行 - 『学校』、『釣りバカ日誌6』 和久井映見 - 『虹の橋』 田中邦衛 - 『学校』、『子連れ狼 その小さき手に』、 『虹の橋』 香川京子 - 『まあだだよ』 | |
| 18 | 1995年 （平成7年）            | 最優秀作品賞 最優秀監督賞 最優秀脚本賞 最優秀主演男優賞 最優秀主演女優賞 最優秀助演男優賞 最優秀助演女優賞                            | 『忠臣蔵外伝 四谷怪談』（深作欣二） 深作欣二 - 『忠臣蔵外伝 四谷怪談』 古田求・深作欣二 - 『忠臣蔵外伝 四谷怪談』 佐藤浩市 - 『忠臣蔵外伝 四谷怪談』 高岡早紀 - 『忠臣蔵外伝 四谷怪談』 中井貴一 - 『四十七人の刺客』 室井滋 - 『居酒屋ゆうれい』 | |
| 19 | 1996年 （平成8年）            | 最優秀作品賞 最優秀監督賞 最優秀脚本賞 最優秀主演男優賞 最優秀主演女優賞 最優秀助演男優賞 最優秀助演女優賞                            | 『午後の遺言状』（新藤兼人） 新藤兼人 - 『午後の遺言状』 新藤兼人 - 『午後の遺言状』 三國連太郎 - 『三たびの海峡』 浅野ゆう子 - 『藏』 竹中直人 - 『EAST MEETS WEST』 乙羽信子 - 『午後の遺言状』 | 独立系製作の『午後の遺言状』（配給：日本ヘラルド映画）が最優秀作品賞受賞。 |
| 20 | 1997年 （平成9年）            | 最優秀作品賞 最優秀監督賞 最優秀脚本賞 最優秀主演男優賞 最優秀主演女優賞 最優秀助演男優賞 最優秀助演女優賞                            | 『Shall we ダンス?』（周防正行） 周防正行 - 『Shall we ダンス?』 周防正行 - 『Shall we ダンス?』 役所広司 - 『Shall we ダンス?』 草刈民代 - 『Shall we ダンス?』 竹中直人 - 『Shall we ダンス?』 渡辺えり子 - 『Shall we ダンス?』 | 『Shall we ダンス?』が史上最多の13冠を獲得。 |
| 21 | 1998年 （平成10年）           | 最優秀作品賞 最優秀監督賞 最優秀脚本賞 最優秀主演男優賞 最優秀主演女優賞 最優秀助演男優賞 最優秀助演女優賞                            | 『もののけ姫』（宮崎駿） 今村昌平 - 『うなぎ』 三谷幸喜 - 『ラヂオの時間』 役所広司 - 『うなぎ』 黒木瞳 - 『失楽園』 西村雅彦 - 『ラヂオの時間』 倍賞美津子 - 『うなぎ』 | 『もののけ姫』がアニメとして初めて作品賞にノミネートされ、最優秀作品賞に。 |
| 22 | 1999年 （平成11年）           | 最優秀作品賞 最優秀監督賞 最優秀脚本賞 最優秀主演男優賞 最優秀主演女優賞 最優秀助演男優賞 最優秀助演女優賞                            | 『愛を乞うひと』（平山秀幸） 平山秀幸 - 『愛を乞うひと』 鄭義信 - 『愛を乞うひと』 柄本明 - 『カンゾー先生』 原田美枝子 - 『愛を乞うひと』 いかりや長介 - 『踊る大捜査線 THE MOVIE』 麻生久美子 - 『カンゾー先生』 | |
| 23 | 2000年 （平成12年）           | 最優秀作品賞 最優秀監督賞 最優秀脚本賞 最優秀主演男優賞 最優秀主演女優賞 最優秀助演男優賞 最優秀助演女優賞                            | 『鉄道員（ぽっぽや）』（降旗康男） 降旗康男 - 『鉄道員（ぽっぽや）』 岩間芳樹・降旗康男 - 『鉄道員（ぽっぽや）』 高倉健 - 『鉄道員（ぽっぽや）』 大竹しのぶ - 『鉄道員（ぽっぽや）』 小林稔侍 - 『鉄道員（ぽっぽや）』 岸本加世子 - 『菊次郎の夏』 | |
| 24 | 2001年 （平成13年）           | 最優秀作品賞 最優秀監督賞 最優秀脚本賞 最優秀主演男優賞 最優秀主演女優賞 最優秀助演男優賞 最優秀助演女優賞                            | 『雨あがる』（小泉堯史） 阪本順治 - 『顔』 黒澤明 - 『雨あがる』 寺尾聰 - 『雨あがる』 吉永小百合 - 『長崎ぶらぶら節』 佐藤浩市 - 『ホワイトアウト』 原田美枝子 - 『雨あがる』 | |
| 25 | 2002年 （平成14年）           | 最優秀作品賞 最優秀監督賞 最優秀脚本賞 最優秀主演男優賞 最優秀主演女優賞 最優秀助演男優賞 最優秀助演女優賞                            | 『千と千尋の神隠し』（宮崎駿） 行定勲 - 『GO』 宮藤官九郎 - 『GO』 窪塚洋介 - 『GO』 岸惠子 - 『かあちゃん』 山﨑努 - 『GO』 柴咲コウ - 『GO』 | 高倉健が『ホタル』での優秀主演男優賞を辞退（下記参照）。また、25回目を記念して特別ゲストとしてアーノルド・シュワルツェネッガーが登場した。 |
| 26 | 2003年 （平成15年）           | 最優秀作品賞 最優秀監督賞 最優秀脚本賞 最優秀主演男優賞 最優秀主演女優賞 最優秀助演男優賞 最優秀助演女優賞                            | 『たそがれ清兵衛』（山田洋次） 山田洋次 - 『たそがれ清兵衛』 山田洋次・朝間義隆 - 『たそがれ清兵衛』 真田広之 - 『たそがれ清兵衛』 宮沢りえ - 『たそがれ清兵衛』 田中泯 - 『たそがれ清兵衛』 北林谷栄 - 『阿弥陀堂だより』 | 『たそがれ清兵衛』が第20回での『Shall we ダンス?』に次ぐ12冠を達成。 |
| 27 | 2004年 （平成16年）           | 最優秀作品賞 最優秀監督賞 最優秀脚本賞 最優秀主演男優賞 最優秀主演女優賞 最優秀助演男優賞 最優秀助演女優賞                            | 『壬生義士伝』（滝田洋二郎） 森田芳光 - 『阿修羅のごとく』 筒井ともみ - 『阿修羅のごとく』 中井貴一 - 『壬生義士伝』 寺島しのぶ - 『赤目四十八瀧心中未遂』 佐藤浩市 - 『壬生義士伝』 深津絵里 - 『阿修羅のごとく』 | |
| 28 | 2005年 （平成17年）           | 最優秀作品賞 最優秀監督賞 最優秀脚本賞 最優秀主演男優賞 最優秀主演女優賞 最優秀助演男優賞 最優秀助演女優賞                            | 『半落ち』（佐々部清） 崔洋一 - 『血と骨』 矢口史靖 - 『スウィングガールズ』 寺尾聰 - 『半落ち』 鈴木京香 - 『血と骨』 オダギリジョー - 『血と骨』 長澤まさみ - 『世界の中心で、愛をさけぶ』 | 『世界の中心で、愛をさけぶ』出演の長澤まさみが、すべての部門中で史上最年少となる17歳での最優秀助演女優賞受賞。 |
| 29 | 2006年 （平成18年）           | 最優秀作品賞 最優秀監督賞 最優秀脚本賞 最優秀主演男優賞 最優秀主演女優賞 最優秀助演男優賞 最優秀助演女優賞                            | 『ALWAYS 三丁目の夕日』（山崎貴） 山崎貴 - 『ALWAYS 三丁目の夕日』 山崎貴・古沢良太 - 『ALWAYS 三丁目の夕日』 吉岡秀隆 - 『ALWAYS 三丁目の夕日』 吉永小百合 - 『北の零年』 堤真一 - 『ALWAYS 三丁目の夕日』 薬師丸ひろ子 - 『ALWAYS 三丁目の夕日』 | 『ALWAYS 三丁目の夕日』が第26回での『たそがれ清兵衛』に並ぶ12冠を達成。 |
| 30 | 2007年 （平成19年）           | 最優秀作品賞 最優秀アニメーション作品賞 最優秀監督賞 最優秀脚本賞 最優秀主演男優賞 最優秀主演女優賞 最優秀助演男優賞 最優秀助演女優賞 | 『フラガール』（李相日） 『時をかける少女』（細田守） 李相日 - 『フラガール』 李相日・羽原大介 - 『フラガール』 渡辺謙 - 『明日の記憶』 中谷美紀 - 『嫌われ松子の一生』 笹野高史 - 『武士の一分』 蒼井優 - 『フラガール』 | この回からアニメーション部門が新設され、『時をかける少女』がアニメーション部門新設後としては初の受賞作となった。 『武士の一分』の木村拓哉が優秀主演男優賞を辞退（下記参照）。また『フラガール』（製作・配給：シネカノン）が製作・配給とも独立系としては『ツィゴイネルワイゼン』（第4回）以来の最優秀作品賞を受賞した。                                                                                          |
| 31 | 2008年 （平成20年）           | 最優秀作品賞 最優秀アニメーション作品賞 最優秀監督賞 最優秀脚本賞 最優秀主演男優賞 最優秀主演女優賞 最優秀助演男優賞 最優秀助演女優賞 | 『東京タワー オカンとボクと、時々、オトン』 （松岡錠司） 『鉄コン筋クリート』（マイケル・アリアス） 松岡錠司 - 『東京タワー オカンとボクと、 時々、オトン』 松尾スズキ - 『東京タワー オカンとボクと、 時々、オトン』 吉岡秀隆 - 『ALWAYS 続・三丁目の夕日』 樹木希林 - 『東京タワー オカンとボクと、 時々、オトン』 小林薫 - 『東京タワー オカンとボクと、 時々、オトン』 もたいまさこ - 『それでもボクはやってない』 | 『東京タワー 〜オカンとボクと、時々、オトン〜』が作品賞を始め、数々の賞を受賞したが、この作品で最優秀主演女優賞を受賞した樹木希林は、文芸誌『en-taxi』のインタビューで「賞を取るほどの作品ではない」、「監督とは撮影の時から合わなかったし、良い作品が出来上がる気もしなかった」と本作の好評価および各賞受賞への異議を唱えた。                                                                                  |
| 32 | 2009年 （平成21年）           | 最優秀作品賞 最優秀アニメーション作品賞 最優秀監督賞 最優秀脚本賞 最優秀主演男優賞 最優秀主演女優賞 最優秀助演男優賞 最優秀助演女優賞 | 『おくりびと』（滝田洋二郎） 『崖の上のポニョ』（宮崎駿） 滝田洋二郎 - 『おくりびと』 小山薫堂 - 『おくりびと』 本木雅弘 - 『おくりびと』 木村多江 - 『ぐるりのこと。』 山﨑努 - 『おくりびと』 余貴美子 - 『おくりびと』 | |
| 33 | 2010年 （平成22年）           | 最優秀作品賞 最優秀アニメーション作品賞 最優秀監督賞 最優秀脚本賞 最優秀主演男優賞 最優秀主演女優賞 最優秀助演男優賞 最優秀助演女優賞 | 『沈まぬ太陽』（若松節朗） 『サマーウォーズ』（細田守） 木村大作 - 『劔岳 点の記』 西川美和 - 『ディア・ドクター』 渡辺謙 - 『沈まぬ太陽』 松たか子 - 『ヴィヨンの妻 〜桜桃とタンポポ〜』 香川照之 - 『劒岳 点の記』 余貴美子 - 『ディア・ドクター』 | 鳩山由紀夫内閣総理大臣が現役総理として初めて授賞式に出席。最優秀作品賞を受賞した『沈まぬ太陽』と同作品のモデルとなった日本航空の経営再建問題を絡めたスピーチを行った。 |
| 34 | 2011年 （平成23年）           | 最優秀作品賞 最優秀アニメーション作品賞 最優秀監督賞 最優秀脚本賞 最優秀主演男優賞 最優秀主演女優賞 最優秀助演男優賞 最優秀助演女優賞 | 『告白』（中島哲也） 『借りぐらしのアリエッティ』（米林宏昌） 中島哲也 - 『告白』 中島哲也 - 『告白』 妻夫木聡 - 『悪人』 深津絵里 - 『悪人』 柄本明 - 『悪人』 樹木希林 - 『悪人』 | |
| 35 | 2012年 （平成24年）           | 最優秀作品賞 最優秀アニメーション作品賞 最優秀監督賞 最優秀脚本賞 最優秀主演男優賞 最優秀主演女優賞 最優秀助演男優賞 最優秀助演女優賞 | 『八日目の蝉』（成島出） 『コクリコ坂から』（宮崎吾朗） 成島出 - 『八日目の蝉』 奥寺佐渡子 - 『八日目の蝉』 原田芳雄 - 『大鹿村騒動記』 井上真央 - 『八日目の蝉』 でんでん - 『冷たい熱帯魚』 永作博美 - 『八日目の蝉』 | この回より日本テレビ系列の地上デジタル放送でステレオ放送を開始した。また、『八日目の蝉』が10冠を達成したほか、授賞式時点で故人の原田芳雄が最優秀主演男優賞を受賞。 |
| 36 | 2013年 （平成25年）           | 最優秀作品賞 最優秀アニメーション作品賞 最優秀監督賞 最優秀脚本賞 最優秀主演男優賞 最優秀主演女優賞 最優秀助演男優賞 最優秀助演女優賞 | 『桐島、部活やめるってよ』（吉田大八） 『おおかみこどもの雨と雪』（細田守） 吉田大八 - 『桐島、部活やめるってよ』 内田けんじ - 『鍵泥棒のメソッド』 阿部寛 - 『テルマエ・ロマエ』 樹木希林 - 『わが母の記』 大滝秀治 - 『あなたへ』 余貴美子 - 『あなたへ』 | |
| 37 | 2014年 （平成26年）           | 最優秀作品賞 最優秀アニメーション作品賞 最優秀監督賞 最優秀脚本賞 最優秀主演男優賞 最優秀主演女優賞 最優秀助演男優賞 最優秀助演女優賞 | 『舟を編む』（石井裕也） 『風立ちぬ』（宮崎駿） 石井裕也 - 『舟を編む』 渡辺謙作 - 『舟を編む』 松田龍平 - 『舟を編む』 真木よう子 - 『さよなら渓谷』 リリー・フランキー - 『そして父になる』 真木よう子 - 『そして父になる』 | 『舟を編む』が6冠を達成。また、真木よう子が史上2人目の女優部門2部門同時制覇を達成。 |
| 38 | 2015年 （平成27年）           | 最優秀作品賞 最優秀アニメーション作品賞 最優秀監督賞 最優秀脚本賞 最優秀主演男優賞 最優秀主演女優賞 最優秀助演男優賞 最優秀助演女優賞 | 『永遠の0』（山崎貴） 『STAND BY ME ドラえもん』（山崎貴） 山崎貴 - 『永遠の0』 土橋章宏 - 『超高速!参勤交代』 岡田准一 - 『永遠の0』 宮沢りえ - 『紙の月』 岡田准一 - 『蜩ノ記』 黒木華 - 『小さいおうち』 | 『永遠の0』が8冠達成。 また、岡田准一が史上3人目かつ男優としては初の演技部門2部門同時制覇を達成。(ジャニーズ事務所所属関係者の受賞も初)。 |
| 39 | 2016年 （平成28年）           | 最優秀作品賞 最優秀アニメーション作品賞 最優秀監督賞 最優秀脚本賞 最優秀主演男優賞 最優秀主演女優賞 最優秀助演男優賞 最優秀助演女優賞 | 『海街diary』（是枝裕和） 『バケモノの子』（細田守） 是枝裕和 - 『海街diary』 足立紳 - 『百円の恋』 二宮和也 - 『母と暮せば』 安藤サクラ - 『百円の恋』 本木雅弘 - 『日本のいちばん長い日』 黒木華 - 『母と暮せば』 | |
| 40 | 2017年 （平成29年）           | 最優秀作品賞 最優秀アニメーション作品賞 最優秀監督賞 最優秀脚本賞 最優秀主演男優賞 最優秀主演女優賞 最優秀助演男優賞 最優秀助演女優賞 | 『シン・ゴジラ』（庵野秀明・樋口真嗣） 『この世界の片隅に』（片渕須直） 庵野秀明・樋口真嗣 - 『シン・ゴジラ』 新海誠 - 『君の名は。』 佐藤浩市 - 『64-ロクヨン-前編』 宮沢りえ - 『湯を沸かすほどの熱い愛』 妻夫木聡 - 『怒り』 杉咲花 - 『湯を沸かすほどの熱い愛』 | 『シン・ゴジラ』が7冠を達成。 40回目にして初めてアニメーション作品が最優秀脚本賞を受賞した。 |
| 41 | 2018年 （平成30年）           | 最優秀作品賞 最優秀アニメーション作品賞 最優秀監督賞 最優秀脚本賞 最優秀主演男優賞 最優秀主演女優賞 最優秀助演男優賞 最優秀助演女優賞 | 『三度目の殺人』（是枝裕和） 『夜は短し歩けよ乙女』（湯浅政明） 是枝裕和 - 『三度目の殺人』 是枝裕和 - 『三度目の殺人』 菅田将暉 - 『あゝ、荒野前編』 蒼井優 - 『彼女がその名を知らない鳥たち』 役所広司 - 『三度目の殺人』 広瀬すず - 『三度目の殺人』 | 『三度目の殺人』が6冠を達成。 『三度目の殺人』の是枝裕和監督が最優秀監督賞の他に最優秀編集賞、最優秀脚本賞を同時受賞。 |
| 42 | 2019年 （平成31年 /令和元年） | 最優秀作品賞 最優秀アニメーション作品賞 最優秀監督賞 最優秀脚本賞 最優秀主演男優賞 最優秀主演女優賞 最優秀助演男優賞 最優秀助演女優賞 | 『万引き家族』（是枝裕和） 『未来のミライ』（細田守） 是枝裕和 - 『万引き家族』 是枝裕和 - 『万引き家族』 役所広司 - 『孤狼の血』 安藤サクラ - 『万引き家族』 松坂桃李 - 『孤狼の血』 樹木希林 - 『万引き家族』 | 樹木希林は2018年に亡くなったため、没後の受賞となった。授賞式では娘の内田也哉子が代理としてブロンズ像を受け取り、スピーチを行った。 |
| 43 | 2020年 （令和2年）            | 最優秀作品賞 最優秀アニメーション作品賞 最優秀監督賞 最優秀脚本賞 最優秀主演男優賞 最優秀主演女優賞 最優秀助演男優賞 最優秀助演女優賞 | 『新聞記者』（藤井道人） 『天気の子』（新海誠） 武内英樹 - 『翔んで埼玉』 徳永友一 - 『翔んで埼玉』 松坂桃李 - 『新聞記者』 シム・ウンギョン - 『新聞記者』 吉沢亮 - 『キングダム』 長澤まさみ - 『キングダム』 | 新型コロナウイルスの感染拡大防止のため、一般招待客や取材陣もいない無観客形式での進行となり、最低限の人数での開催となった。 また、最優秀主演賞で初めて外国人が受賞した。 |
| 44 | 2021年 （令和3年）            | 最優秀作品賞 最優秀アニメーション作品賞 最優秀監督賞 最優秀脚本賞 最優秀主演男優賞 最優秀主演女優賞 最優秀助演男優賞 最優秀助演女優賞 | 『ミッドナイトスワン』（内田英治） 『劇場版「鬼滅の刃」無限列車編』（外崎春雄） 若松節朗 - 『Fukushima 50』 野木亜紀子 - 『罪の声』 草彅剛 - 『ミッドナイトスワン』 長澤まさみ - 『MOTHER マザー』 渡辺謙 - 『Fukushima 50』 黒木華 - 『浅田家!』 | 独立系製作・配給作品の『ミッドナイトスワン』が最優秀作品賞を受賞。主演を務めた草彅剛が最優秀主演男優賞に輝いた。 |
| 45 | 2022年 （令和4年）            | 最優秀作品賞 最優秀アニメーション作品賞 最優秀監督賞 最優秀脚本賞 最優秀主演男優賞 最優秀主演女優賞 最優秀助演男優賞 最優秀助演女優賞 | 『ドライブ・マイ・カー』（濱口竜介） 『シン・エヴァンゲリオン劇場版𝄇』（庵野秀明） 濱口竜介 - 『ドライブ・マイ・カー』 濱口竜介、大江崇允 - 『ドライブ・マイ・カー』 西島秀俊 - 『ドライブ・マイ・カー』 有村架純 - 『花束みたいな恋をした』 鈴木亮平 - 『孤狼の血 LEVEL2』 清原果耶 - 『護られなかった者たちへ』 | 独立系製作・配給作品の『ドライブ・マイ・カー』が最優秀作品賞を受賞。 日テレ系ライブ配信の正式サービス開始に伴い、授賞式としては初めてインターネットでも同時配信が行われた。 |
| 46 | 2023年 （令和5年）            | 最優秀作品賞 最優秀アニメーション作品賞 最優秀監督賞 最優秀脚本賞 最優秀主演男優賞 最優秀主演女優賞 最優秀助演男優賞 最優秀助演女優賞 | 『ある男』（石川慶） 『THE FIRST SLAM DUNK』（井上雄彦） 石川慶 - 『ある男』 向井康介 - 『ある男』 妻夫木聡 - 『ある男』 岸井ゆきの - 『ケイコ 目を澄ませて』 窪田正孝 - 『ある男』 安藤サクラ - 『ある男』 | |
| 47 | 2024年 （令和6年）            | 最優秀作品賞 最優秀アニメーション作品賞 最優秀監督賞 最優秀脚本賞 最優秀主演男優賞 最優秀主演女優賞 最優秀助演男優賞 最優秀助演女優賞 | 『ゴジラ-1.0』（山崎貴） 『君たちはどう生きるか』（宮崎駿） ヴィム・ヴェンダース - 『PERFECT DAYS』 山崎貴 - 『ゴジラ-1.0』 役所広司 - 『PERFECT DAYS』 安藤サクラ - 『怪物』 磯村勇斗 - 『月』 安藤サクラ - 『ゴジラ -1.0』 | 安藤サクラが史上4人目の演技部門2部門同時制覇を達成。また、最優秀監督賞で初めて外国人が受賞した。 |
| 48 | 2025年 （令和7年）            | 最優秀作品賞 最優秀アニメーション作品賞 最優秀監督賞 最優秀脚本賞 最優秀主演男優賞 最優秀主演女優賞 最優秀助演男優賞 最優秀助演女優賞 | 『侍タイムスリッパー』（安田淳一） 『ルックバック』（押山清高） 藤井道人 - 『正体』 野木亜紀子 - 『ラストマイル』 横浜流星 - 『正体』 河合優実 - 『あんのこと』 大沢たかお - 『キングダム 大将軍の帰還』 吉岡里帆 - 『正体』 | |

## 受賞辞退者
黒澤明
第4回（1981年（昭和56年））、『影武者』での優秀賞受賞を「権威のない賞は認められない」（表向きの理由は「スケジュールの都合」）として辞退し、同作品の出演俳優やスタッフもその意向を尊重して全員ノミネートを辞退した。授賞式司会の山城新伍はその対応を「すでに権威がある賞は受け取るくせに、これから映画人が育てていこうとしている賞は『権威が無いからいらない』なんて言う人物が受賞しなくてよかった」と批判した。
高倉健
第25回（2002年（平成14年））、『ホタル』での優秀主演男優賞を「後輩の俳優に道を譲りたい」として辞退。
木村拓哉
第30回（2007年（平成19年））、『武士の一分』にて「優秀賞のほかの皆さんと最優秀賞を競わせたくない」とのジャニーズ事務所の意向により、優秀主演男優賞を辞退。

## 最多受賞

### 作品
『Shall we ダンス?』は「第20回日本アカデミー賞」において外国作品賞以外の全ての正賞（最優秀賞）を独占している。
| 数     | 回（年）          | 作品                    | 部門 |
| ------ | ----------------- | ----------------------- | --- |
| 13部門 | 第20回 （1997年） | 『Shall we ダンス?』    | 作品賞・監督賞・脚本賞・主演男優賞・主演女優賞・助演男優賞・助演女優賞 音楽賞・撮影賞・照明賞・美術賞・録音賞・編集賞 |
| 12部門 | 第26回 （2003年） | 『たそがれ清兵衛』      | 作品賞・監督賞・脚本賞・主演男優賞・主演女優賞・助演男優賞 音楽賞・撮影賞・照明賞・美術賞・録音賞・編集賞             |
| 12部門 | 第29回 （2006年） | 『ALWAYS 三丁目の夕日』 | 作品賞・監督賞・脚本賞・主演男優賞・助演男優賞・助演女優賞 音楽賞・撮影賞・照明賞・美術賞・録音賞・編集賞             |
| 10部門 | 第32回 （2009年） | 『おくりびと』          | 作品賞・監督賞・脚本賞・主演男優賞・助演男優賞・助演女優賞 撮影賞・照明賞・録音賞・編集賞                             |
| 10部門 | 第35回 （2012年） | 『八日目の蝉』          | 作品賞・監督賞・脚本賞・主演女優賞・助演女優賞 音楽賞・撮影賞・照明賞・録音賞・編集賞                                 |

### 俳優
| 数 | 名前       | 部門                                                                  |
| -- | ---------- | --------------------------------------------------------------------- |
| 5  | 役所広司   | 主演男優賞 4（第20回・第21回・第42回・第47回） 助演男優賞 1（第41回） |
| 5  | 安藤サクラ | 主演女優賞 3（第39回・第42回・第47回） 助演女優賞 2（第46回・第47回） |
| 4  | 高倉健     | 主演男優賞 4（第1回・第4回・第5回・第23回）                           |
| 4  | 吉永小百合 | 主演女優賞 4（第8回・第12回・第24回・第29回）                         |
| 4  | 山﨑努     | 主演男優賞 2（第8回・第11回） 助演男優賞 2（第25回・第32回）          |
| 4  | 佐藤浩市   | 主演男優賞 2（第18回・第40回） 助演男優賞 2（第24回・第27回）         |
| 4  | 樹木希林   | 主演女優賞 2（第31回・第36回） 助演女優賞 2（第34回・第42回）         |
| 3  | 松坂慶子   | 主演女優賞 3（第5回・第6回・第14回）                                  |
| 3  | 余貴美子   | 助演女優賞 3（第32回・第33回・第36回）                                |
| 3  | 黒木華     | 助演女優賞 3（第38回・第39回・第44回）                                |
| 3  | 本木雅弘   | 主演男優賞 2（第16回・第32回） 助演男優賞 1（第39回）                 |
| 3  | 渡辺謙     | 主演男優賞 2（第30回・第33回） 助演男優賞 1（第44回）                 |
| 3  | 妻夫木聡   | 主演男優賞 2（第34回・第46回） 助演男優賞 1（第40回）                 |
| 3  | 原田美枝子 | 主演女優賞 1（第12回） 助演女優賞 2（第10回・第24回）                 |
| 3  | 長澤まさみ | 主演女優賞 1（第44回） 助演女優賞 2（第28回・第43回）                 |

### 監督・脚本
| 数 | 名前     | 部門                                                                       |
| -- | -------- | -------------------------------------------------------------------------- |
| 7  | 山田洋次 | 監督賞 3（第1回・第17回・第26回） 脚本賞 4（第1回・第4回・第17回・第26回） |
| 5  | 深作欣二 | 監督賞 3（第6回・第10回・第18回） 脚本賞 2（第10回・第18回）               |
| 5  | 是枝裕和 | 監督賞 3（第31回・第41回・第42回） 脚本賞 2（第41回・第42回）              |
| 4  | 今村昌平 | 監督賞 3（第3回・第13回・第21回） 脚本賞 1（第13回）                       |
| 4  | 朝間義隆 | 脚本賞 4（第1回・第4回・第17回・第26回）                                   |
| 4  | 周防正行 | 監督賞 2（第16回・第20回） 脚本賞 2（第16回・第20回）                      |
| 4  | 山崎貴   | 監督賞 2（第29回・第38回） 脚本賞 2（第29回・第47回）                      |